# Myosin schwere Kette 16
Myosin schwere Kette 16 ist ein Protein und eine spezifische Isoform des Myosins, die beim Kauvorgang beteiligt ist.

## Eigenschaften
Das MYH16-Gen kodiert bei Säugetieren die Myosin schwere Kette 16, auch Schwere Kette 16 (Heavy Chain 16). Bei Primaten ist es ein spezialisiertes Muskelprotein der Kaumuskulatur, das auf Grund der entwicklungsgeschichtlichen Abstammung vom ersten Kiemenbogen nur in dem Schläfenmuskel und Kaumuskel vorkommt, der entsprechende Muskelfasertyp wird als Typ 2M bezeichnet. Dieses Myosin ist wichtig für die Muskelkontraktionskraft. Bei nicht menschlichen Primaten ist MYH16 funktionsfähig und die Tiere haben ausgeprägte Kiefermuskeln, beim Menschen ist es zu einer inaktiven Form mutiert, wodurch diese Muskeln kleiner werden. Die Genmutation wurde in DNS-Proben von Menschen aller Kontinente nachgewiesen, sie ist fester Bestandteil des menschlichen Erbguts.
Die genetische Veränderung datierten die Forscher auf einen Zeitpunkt vor zirka 2,4 Millionen Jahren.
Die erste Entdeckung der menschlichen  MYH16-Mutation  wurde 2004 von einem Team der University of Pennsylvania unter der Leitung von Hansell H. Stedman veröffentlicht.